# Nati il 26 agosto

## XV secolo(3)
- 1427 - Alessandro Gonzaga, nobile († 1466)
- 1462 - Piero de Ponte, nobile italiano († 1535)
- 1468 - Bernardo de' Rossi, vescovo cattolico italiano († 1527)

## XVI secolo(8)
- 1540 - Magnus di Livonia, principe danese († 1583)
- 1548 - Bernardino Poccetti, pittore italiano († 1612)
- 1557 - Sibilla di Jülich-Kleve-Berg, nobile († 1627)
- 1562 - Bartolomé Leonardo de Argensola, poeta, storico e presbitero spagnolo († 1631)
- 1568 - Antonia di Lorena, principessa francese († 1610)
- 1582 - Umile da Bisignano, religioso italiano († 1637)
- 1583 - Adamo di Schwarzenberg, ufficiale tedesco († 1641)
- 1596 - Federico V del Palatinato, re († 1632)

## XVII secolo(13)
- 1623 - Johann Sigismund Elsholtz, medico e naturalista tedesco († 1688)
- 1627 - Philipp Jakob Sachs, medico e naturalista tedesco († 1672)
- 1654 - Alessandro Bon, condottiero e politico italiano († 1715)
- 1654 - Ascanio Gonzaga, militare e arcivescovo cattolico italiano († 1728)
- 1659 - Andrea Fantoni, scultore italiano († 1734)
- 1675 - Pietro Paolo Laurenti, compositore e cantante italiano († 1719)
- 1676 - Robert Walpole, politico e nobile britannico († 1745)
- 1683 - Joseph-Dominique d'Inguimbert, arcivescovo cattolico, teologo e archivista francese († 1757)
- 1686 - Agostino Cornacchini, scultore e pittore italiano († 1754)
- 1687 - Henry Carey, drammaturgo e poeta inglese († 1743)
- 1687 - Willem de Fesch, compositore e violinista olandese († 1761)
- 1688 - Egidio Forcellini, presbitero, latinista e lessicografo italiano († 1768)
- 1696 - Giovanni Battista Tagliasacchi, pittore italiano († 1737)

## XVIII secolo(40)
- 1704 - Anton Ludovico Antinori, arcivescovo cattolico, storico e epigrafista italiano († 1778)
- 1704 - Pierre Lenfant, pittore e disegnatore francese († 1787)
- 1708 - Matteo Capranica, compositore e organista italiano
- 1709 - Guillaume Repin, presbitero francese († 1794)
- 1712 - Giovanni Raggi, pittore italiano († 1793)
- 1717 - Francesco Agostino Dalla Chiesa, vescovo cattolico italiano († 1755)
- 1719 - Carlo Sebastiano Berardi, presbitero e avvocato italiano († 1768)
- 1722 - Francesco di Borbone-Busset, generale francese († 1793)
- 1724 - Ignazio Collino, scultore italiano († 1793)
- 1728 - Johann Heinrich Lambert, filosofo, matematico e fisico svizzero († 1777)
- 1736 - Jean-Baptiste Romé de L'Isle, mineralogista francese († 1790)
- 1736 - Francesco Carlo di Leyen, principe e filantropo tedesco († 1775)
- 1740 - Fratelli Montgolfier, inventore francese († 1810)
- 1741 - Chiara Spinucci, nobildonna italiana († 1792)
- 1743 - Antoine-Laurent de Lavoisier, chimico, biologo e filosofo francese († 1794)
- 1747 - Cosimo Moschettini, scienziato italiano († 1820)
- 1751 - Manuel José Abad y Queipo, presbitero spagnolo († 1825)
- 1753 - Giuseppina Teresa di Lorena-Armagnac, principessa († 1797)
- 1757 - Antoine Christophe Saliceti, politico italiano († 1809)
- 1760 - Ferdinando Boudard, pittore italiano († 1825)
- 1761 - Aron Fernando, saggista e traduttore italiano († 1828)
- 1761 - Filippo Rega, incisore e medaglista italiano († 1833)
- 1764 - Nicola Onorati, religioso e agronomo italiano († 1822)
- 1767 - Alexandre-François de La Rochefoucauld, nobile, diplomatico e politico francese († 1841)
- 1771 - Carolina Luisa di Assia-Homburg, principessa tedesca († 1854)
- 1778 - Giuseppe Marchesi, architetto italiano († 1867)
- 1780 - William Hoste, militare britannico († 1828)
- 1783 - Antonio Bagioli, compositore italiano († 1855)
- 1783 - Federigo Zuccari, astronomo italiano († 1817)
- 1786 - Felice Bellotti, scrittore, poeta e traduttore italiano († 1858)
- 1787 - Oronzo Gabriele Costa, zoologo e entomologo italiano († 1867)
- 1787 - Paolo Gazola, architetto italiano († 1857)
- 1787 - Aleksandr Sergeevič Menšikov, ammiraglio, generale e diplomatico russo († 1869)
- 1790 - Giovanni Marchetti, poeta e politico italiano († 1852)
- 1792 - Manuel Oribe, politico uruguaiano († 1857)
- 1794 - Friedrich Sigismund Leuckart, naturalista e zoologo tedesco († 1843)
- 1797 - Innocenzo d'Alaska, religioso e santo russo († 1879)
- 1799 - Giovanni Battista Giuseppe Albrizzi, nobile italiano († 1860)
- 1800 - Joseph Christoph Kessler, pianista e compositore tedesco († 1872)
- 1800 - Félix Archimède Pouchet, naturalista francese († 1872)

## XIX secolo(169)
- 1801 - Alessandro Cavagnari, magistrato e politico italiano († 1892)
- 1801 - Alessandro Puttinati, scultore italiano († 1872)
- 1802 - Placido Fabris, pittore italiano († 1859)
- 1805 - Francesco Costantino Marmocchi, geografo e patriota italiano († 1858)
- 1806 - Andrea Casasola, arcivescovo cattolico italiano († 1884)
- 1807 - Raffaele Garzia, politico italiano († 1896)
- 1809 - Constantin von Alvensleben, generale prussiano († 1892)
- 1809 - Pierre Marie Arthur Morelet, zoologo francese († 1892)
- 1812 - Pietro di Oldenburg, duca († 1881)
- 1813 - Nicaise de Keyser, pittore belga († 1887)
- 1813 - Harrison Reed, politico statunitense († 1899)
- 1814 - Pietro Acclavio, politico italiano († 1891)
- 1814 - Ignazio Prinetti, politico italiano († 1867)
- 1814 - Janez Puhar, fotografo e inventore sloveno († 1864)
- 1815 - Jean-Bernard Jauréguiberry, militare e politico francese († 1887)
- 1819 - Alberto di Sassonia-Coburgo-Gotha, principe († 1861)
- 1821 - Émile-Louis Burnouf, orientalista e indologo francese († 1907)
- 1823 - Marcellin Desboutin, pittore e scrittore francese († 1902)
- 1826 - Alessandra di Baviera, nobile tedesca († 1875)
- 1827 - Eugène Godard, aviatore francese († 1890)
- 1827 - Nathalie Lemel, politica francese († 1921)
- 1827 - Annie Turner Wittenmyer, scrittrice statunitense († 1900)
- 1829 - Ján Mallý-Dusarov, presbitero, patriota e editore slovacco († 1902)
- 1831 - Júlia Hunyady de Kéthely, nobildonna ungherese († 1919)
- 1832 - Clementina Cazzola, attrice teatrale italiana († 1868)
- 1832 - Carlo Di Rudio, patriota e militare italiano († 1910)
- 1833 - Henry Fawcett, politico e economista britannico († 1884)
- 1833 - Wilhelm Alexander Freund, ginecologo tedesco († 1917)
- 1833 - Stanislas Pourille, giornalista e scrittore francese
- 1835 - Maximin Giraud, francese († 1875)
- 1835 - José María Martín de Herrera y de la Iglesia, cardinale e arcivescovo cattolico spagnolo († 1922)
- 1836 - Louisa Hamilton, nobildonna scozzese († 1912)
- 1837 - Osvaldo Gnocchi Viani, giornalista e politico italiano († 1917)
- 1837 - Edmund Weiss, astronomo austriaco († 1917)
- 1839 - Alfredo d'Andrade, architetto, archeologo e pittore portoghese († 1915)
- 1840 - Ivan Dolinar, editore, giornalista e politico austro-ungarico († 1886)
- 1841 - Arnold Luschin, numismatico austriaco († 1932)
- 1842 - Adele Bianchi, geografa italiana
- 1842 - Heinrich Quincke, medico tedesco († 1922)
- 1844 - José Villegas Cordero, pittore spagnolo († 1921)
- 1845 - Mary Ann Nichols, britannica († 1888)
- 1846 - Filippo Garavetti, avvocato e politico italiano († 1930)
- 1848 - Édouard Joseph Dantan, pittore francese († 1897)
- 1848 - Albert Pitres, neurologo francese († 1928)
- 1849 - Otto Küstner, ginecologo tedesco († 1931)
- 1849 - Vincenzo Saporito, politico italiano († 1930)
- 1850 - Koloman Banšell, pastore protestante, poeta e scrittore slovacco († 1887)
- 1850 - Louis Couppé, arcivescovo cattolico francese († 1926)
- 1851 - Émile Boirac, psicologo, filosofo e esperantista francese († 1917)
- 1851 - Emanuele Alberto Guerrieri di Mirafiori, conte († 1894)
- 1852 - Renzo Manzoni, esploratore italiano († 1918)
- 1853 - Enrico Maionica, archeologo e epigrafista italiano († 1916)
- 1855 - Ma'mun Al Rashid Perkasa Alamyah, sovrano indonesiano († 1924)
- 1855 - Lidia Poët, avvocata italiana († 1949)
- 1856 - Léon Frédéric, pittore belga († 1940)
- 1856 - Paul Marmottan, storico dell'arte e mecenate francese († 1932)
- 1856 - Guillaume Rémy, violinista e insegnante belga († 1932)
- 1856 - Duan, nobile e politico cinese († 1923)
- 1860 - Leone Andrea Maggiorotti, militare italiano († 1940)
- 1861 - Ceferino Giménez Malla, beato spagnolo († 1936)
- 1864 - Emmanuel Rougier, missionario e imprenditore francese († 1932)
- 1864 - Anna Il'inična Ul'janova, politica e rivoluzionaria russa († 1935)
- 1867 - Enrico Bruzzi, scrittore italiano († 1953)
- 1867 - Charles Clappier, schermidore francese
- 1867 - Emil Uzelac, generale e aviatore croato († 1954)
- 1868 - Carl Schmidt, orientalista tedesco († 1938)
- 1869 - Salvatore Minocchi, presbitero, storico e biblista italiano († 1943)
- 1869 - Fernand Piet, pittore francese († 1942)
- 1869 - Georg Winkler, alpinista tedesco († 1888)
- 1872 - James J. Couzens, politico statunitense († 1936)
- 1872 - Bernardo di Lippe-Biesterfeld, principe tedesco († 1934)
- 1873 - Lee De Forest, scienziato, inventore e regista statunitense († 1961)
- 1873 - Şehzade Mehmed Ziyaeddin, principe ottomano († 1938)
- 1874 - Zona Gale, scrittrice statunitense († 1938)
- 1875 - John Buchan, romanziere, poeta e politico scozzese († 1940)
- 1875 - Arthur Chadwick, calciatore e allenatore di calcio inglese († 1936)
- 1875 - Armand Isaac-Bénédic, giocatore di curling francese († 1962)
- 1875 - Giuseppe Vitali, matematico italiano († 1932)
- 1876 - Gottlob Honold, ingegnere e inventore tedesco († 1923)
- 1876 - Michail Zacharevič, violinista e docente russo († 1953)
- 1877 - Bortolo Belotti, politico, storico e giurista italiano († 1944)
- 1877 - Sisto Bertoldi, generale italiano († 1949)
- 1877 - John Latham, magistrato e politico australiano († 1964)
- 1877 - Medea Norsa, filologa classica, grecista e papirologa italiana († 1952)
- 1878 - Giulio Bertoni, linguista, filologo e critico letterario italiano († 1942)
- 1878 - Giorgio Del Vecchio, filosofo e giurista italiano († 1970)
- 1878 - Václav Melzer, botanico e micologo ceco († 1968)
- 1878 - Bertrand Pujo, aviatore, generale e politico francese († 1964)
- 1878 - Lina Stern, biochimica e fisiologa sovietica († 1968)
- 1879 - Nathalie de Goloubeff, cantante e traduttrice russa († 1941)
- 1879 - Khalifa bin Harub di Zanzibar, sultano tanzaniano († 1960)
- 1879 - Joe Jeanette, pugile statunitense († 1958)
- 1879 - Marcel Roland, scrittore e naturalista francese († 1955)
- 1880 - Guillaume Apollinaire, poeta, scrittore e critico d'arte francese († 1918)
- 1880 - Domenico Bartolini, funzionario e politico italiano († 1960)
- 1880 - Philip Moeller, regista, produttore teatrale e drammaturgo statunitense († 1958)
- 1881 - Franz Gürtner, politico tedesco († 1941)
- 1881 - Pavel Gustavovič Timan, produttore cinematografico russo
- 1881 - Alice Wilson, geologa, paleontologa e scienziata canadese († 1964)
- 1882 - Hermann Abeking, illustratore tedesco († 1939)
- 1882 - James Franck, fisico tedesco († 1964)
- 1882 - Carlo Galetti, ciclista su strada e pistard italiano († 1949)
- 1882 - Achille Lizzi, compositore, direttore d'orchestra e militare italiano († 1975)
- 1883 - Sam Hardy, calciatore inglese († 1966)
- 1883 - Bengt Heyman, velista svedese († 1942)
- 1883 - Carlo Parisi, magistrato, giurista e poeta italiano († 1931)
- 1883 - Kazimierz Pużak, politico polacco († 1950)
- 1883 - Lodovico Zanini, scrittore italiano († 1975)
- 1884 - Earl Derr Biggers, scrittore, giornalista e commediografo statunitense († 1933)
- 1884 - Antonio Piccinini, politico e sindacalista italiano († 1924)
- 1885 - Fernand de Brinon, politico, giornalista e avvocato francese († 1947)
- 1885 - Gilbert La Lasseur de Ranzay, aviatore francese († 1912)
- 1885 - Jules Romains, scrittore francese († 1972)
- 1886 - Rudolf Belling, scultore tedesco († 1972)
- 1886 - May Butcher, scrittrice maltese († 1950)
- 1886 - Franco Ghione, direttore d'orchestra e compositore italiano († 1964)
- 1886 - Edvard Linna, ginnasta finlandese († 1974)
- 1886 - Robert McKim, attore statunitense († 1927)
- 1886 - Zeffirino Namuncurá, religioso argentino († 1905)
- 1886 - Hugo Rietmann, imprenditore, calciatore e arbitro di calcio svizzero († 1959)
- 1886 - Ronald Niel Stuart, militare britannico († 1954)
- 1887 - Carl Boese, regista tedesco († 1958)
- 1887 - René Maunier, sociologo francese († 1951)
- 1888 - Giuseppe Bianchi, ingegnere italiano († 1969)
- 1888 - Riccardo Ferrari, imprenditore e politico italiano († 1973)
- 1888 - Henrik Kauffmann, diplomatico e politico danese († 1963)
- 1888 - Constantin Pantazi, generale e politico rumeno († 1958)
- 1889 - Paolo Fabbri, partigiano, sindacalista e antifascista italiano († 1945)
- 1889 - Juan Federico Ponce Vaides, politico guatemalteco († 1956)
- 1891 - Ferdinand Bruckner, drammaturgo e regista teatrale austriaco († 1958)
- 1891 - Gundelinda di Baviera, principessa tedesca († 1983)
- 1891 - Arrigo Lorenzo Osti, militare e ufficiale italiano († 1977)
- 1891 - Amalia Popper, traduttrice italiana († 1967)
- 1892 - Gaetano Belloni, ciclista su strada e pistard italiano († 1980)
- 1892 - Ernest Gravier, calciatore francese († 1965)
- 1892 - Ruth Roland, attrice statunitense († 1937)
- 1893 - Rolf Wuthmann, generale tedesco († 1977)
- 1894 - Fernando Bonatti, ginnasta italiano († 1974)
- 1894 - Aura Buzescu, attrice, regista teatrale e docente rumena († 1992)
- 1894 - Antonio Carminati, architetto italiano († 1970)
- 1894 - Antonio Chiri, militare e aviatore italiano († 1971)
- 1894 - Władysław Kowalski, politico e letterato polacco († 1958)
- 1894 - Arthur Loesser, pianista, musicologo e scrittore statunitense († 1969)
- 1894 - Maksim Alekseevič Purkaev, generale e politico sovietico († 1953)
- 1894 - Bice Rizzi, storica italiana († 1982)
- 1894 - Giovanna Scotto, attrice e doppiatrice italiana († 1985)
- 1894 - Richard Wallace, regista statunitense († 1951)
- 1895 - Umberto Albini, politico e prefetto italiano († 1973)
- 1895 - Kurt Caesar Hoffmann, ammiraglio tedesco († 1988)
- 1895 - Jerzy Kuryłowicz, linguista polacco († 1978)
- 1895 - Heinrich Paal, calciatore estone († 1942)
- 1895 - Harald Paulsen, attore e regista tedesco († 1954)
- 1896 - Besse Cooper, supercentenaria e insegnante statunitense († 2012)
- 1896 - Giuseppe Crivelli, bobbista italiano († 1991)
- 1896 - Richard Pindle Hammond, compositore statunitense († 1980)
- 1896 - Hubert Mumelter, poeta italiano († 1981)
- 1896 - Juan Subercaseaux Errázuriz, arcivescovo cattolico cileno († 1942)
- 1896 - Fernando Tanucci Nannini, generale italiano († 1981)
- 1897 - Massimiliano Custoza, militare italiano († 1942)
- 1897 - Yun Bo-seon, politico sudcoreano († 1990)
- 1898 - Clem Beauchamp, attore, regista e produttore cinematografico statunitense († 1992)
- 1898 - Jean-Louis Bouquet, scrittore e regista francese († 1978)
- 1898 - Peggy Guggenheim, collezionista d'arte e mecenate statunitense († 1979)
- 1898 - Walter March, architetto tedesco († 1969)
- 1899 - Mario Puddu, generale italiano († 1980)
- 1899 - Francisco Vieira, calciatore portoghese
- 1900 - Michele D'Amico, politico italiano († 1980)
- 1900 - Umberto Tombari, ingegnere italiano († 1984)
- 1900 - Hellmuth Walter, ingegnere e inventore tedesco († 1980)

## XX secolo(859)
- 1901 - Tullio Campagnolo, ciclista su strada e imprenditore italiano († 1983)
- 1901 - Chen Yi, politico e generale cinese († 1972)
- 1901 - Eleanor Dark, scrittrice australiana († 1985)
- 1901 - Frankie Genaro, pugile statunitense († 1966)
- 1901 - Hans Kammler, generale e ingegnere tedesco
- 1901 - Jan de Quay, politico olandese († 1985)
- 1901 - Maxwell Taylor, generale e diplomatico statunitense († 1987)
- 1902 - Augusto Colombo, pittore italiano († 1969)
- 1902 - Ignazio Drago, scrittore italiano († 1991)
- 1902 - František Novák, aviatore e militare cecoslovacco († 1940)
- 1902 - Vittorio Rizzi, calciatore italiano († 1966)
- 1902 - Vincenzo Zangara, giurista e politico italiano († 1985)
- 1903 - William Kendall, attore inglese († 1984)
- 1903 - Ferenc Weinhardt, calciatore ungherese († 1980)
- 1904 - Franz Horn, calciatore tedesco († 1963)
- 1904 - Joe Hulme, calciatore, allenatore di calcio e crickettista inglese († 1991)
- 1904 - Christopher Isherwood, scrittore britannico († 1986)
- 1904 - Nello Sticco, calciatore italiano († 1995)
- 1904 - Michel Vieuchange, esploratore francese († 1930)
- 1905 - Antonio Fasolo, calciatore italiano
- 1905 - Silvio Omizzolo, pianista e compositore italiano († 1991)
- 1905 - Valerio Scarabellotto, ufficiale e aviatore italiano († 1940)
- 1905 - Maxwell Shane, sceneggiatore, regista e produttore televisivo statunitense († 1983)
- 1906 - Oswald Kaduk, vigile del fuoco, militare e criminale di guerra tedesco († 1997)
- 1906 - Sergej Kaminer, scacchista e compositore di scacchi sovietico († 1938)
- 1906 - Mario Miltone, calciatore italiano († 1976)
- 1906 - Masao Nozawa, calciatore giapponese († 1994)
- 1906 - Albert Sabin, medico e virologo polacco († 1993)
- 1907 - Nando Coletti, pittore, incisore e litografo italiano († 1979)
- 1907 - Lester Lanin, direttore d'orchestra statunitense († 2004)
- 1907 - Lino Mosca, calciatore italiano († 1992)
- 1907 - Julia Pirotte, fotografa e partigiana polacca († 2000)
- 1907 - Karen Simensen, pattinatrice artistica su ghiaccio norvegese († 1996)
- 1907 - Sylvia Thalberg, sceneggiatrice statunitense († 1988)
- 1908 - Luca De Luca, politico italiano († 1987)
- 1908 - Jacques-Paul Martin, cardinale e arcivescovo cattolico francese († 1992)
- 1908 - Rufino Jiao Santos, cardinale e arcivescovo cattolico filippino († 1973)
- 1909 - Ugo D'Alessio, attore italiano († 1979)
- 1909 - John Daley, pugile statunitense († 1963)
- 1909 - Jim Davis, attore statunitense († 1981)
- 1909 - Lester Finch, allenatore di calcio e calciatore inglese († 1995)
- 1909 - Gene Moore, giocatore di baseball statunitense († 1978)
- 1909 - Aldo Turchetti, medico italiano († 1979)
- 1910 - Angelo Fois, pittore italiano († 1988)
- 1910 - Mario Marcucci, pittore italiano († 1992)
- 1910 - Madre Teresa di Calcutta, religiosa albanese († 1997)
- 1910 - Anne de Tourville, scrittrice francese († 2004)
- 1911 - Mario Celoria, calciatore italiano († 1984)
- 1911 - Jacopo Napoli, compositore italiano († 1994)
- 1911 - Giuseppe Rebesco, scultore italiano († 1981)
- 1912 - Giuseppe Beotti, presbitero italiano († 1944)
- 1912 - Jean Boisselier, archeologo francese († 1996)
- 1912 - Ferruccio Diena, calciatore italiano († 1996)
- 1912 - Werner Dissel, attore e regista tedesco († 2003)
- 1912 - Ceferino Garcia, pugile filippino († 1981)
- 1912 - John Tinniswood, supercentenario britannico († 2024)
- 1913 - Leone Bortolutti, calciatore italiano
- 1913 - Julius August Döpfner, cardinale e arcivescovo cattolico tedesco († 1976)
- 1913 - Boris Pahor, scrittore sloveno († 2022)
- 1913 - Gino Sinimberghi, tenore e attore italiano († 1996)
- 1914 - Julio Cortázar, scrittore, poeta e critico letterario argentino († 1984)
- 1914 - Fazıl Hüsnü Dağlarca, poeta turco († 2008)
- 1914 - Angelo Falzea, giurista e filosofo italiano († 2016)
- 1914 - Atilio García, calciatore argentino († 1973)
- 1914 - Mario Mellier, compositore, pianista e paroliere italiano († 2001)
- 1914 - Richard Thompson, animatore e regista statunitense († 1998)
- 1914 - Tu Guangqi, regista e sceneggiatore cinese († 1980)
- 1915 - Luis Aguirrebeña, pallanuotista cileno
- 1915 - Gré Brouwenstijn, soprano olandese († 1999)
- 1915 - Cai Yanxiong, cestista cinese († 2007)
- 1915 - Estevão Molnar, schermidore brasiliano († 1992)
- 1915 - Franz Riegler, calciatore austriaco († 1989)
- 1915 - Sandro Ruffo, naturalista italiano († 2010)
- 1915 - Ezio Scida, calciatore italiano († 1946)
- 1916 - Pasquale Bacile, vescovo cattolico italiano († 1987)
- 1916 - Carlo Francavilla, politico e giornalista italiano († 1986)
- 1916 - Virginia Hill, mafiosa statunitense († 1966)
- 1916 - Antonio Oppes, cavaliere e carabiniere italiano († 2002)
- 1916 - Saburō Sakai, aviatore giapponese († 2000)
- 1917 - Miroslav Brozović, calciatore jugoslavo († 2006)
- 1917 - Zvonimir Cimermančić, calciatore jugoslavo († 1979)
- 1917 - Jan Clayton, attrice e cantante statunitense († 1983)
- 1917 - Carmelio Conz, antifascista e partigiano italiano († 1991)
- 1917 - William French Smith, politico statunitense († 1990)
- 1918 - Afonso de Azevedo Évora, cestista brasiliano († 2008)
- 1918 - Dave Barry, attore, comico e doppiatore statunitense († 2001)
- 1918 - Hutton Gibson, scrittore statunitense († 2020)
- 1918 - Guilherme Rodrigues, cestista brasiliano
- 1918 - Bill Heaton, calciatore inglese († 1990)
- 1918 - Katherine Johnson, matematica, informatica e fisica statunitense († 2020)
- 1919 - Guy von Dardel, fisico svedese († 2009)
- 1919 - Glenn Doman, fisioterapista statunitense († 2013)
- 1919 - Danie Krige, ingegnere sudafricano († 2013)
- 1919 - Gian Paolo Meucci, magistrato italiano († 1986)
- 1919 - Liliana Ragusa Gilli, matematica e insegnante italiana († 2007)
- 1920 - Richard Bellman, matematico statunitense († 1984)
- 1920 - Novella Cantarutti, poetessa e scrittrice italiana († 2009)
- 1920 - Brant Parker, disegnatore statunitense († 2007)
- 1920 - Alberte Pullman, chimica francese († 2011)
- 1920 - Silvio Rispoli, calciatore italiano († 2007)
- 1920 - Piero Sensi, chimico italiano († 2013)
- 1920 - Prem Tinsulanonda, politico e generale thailandese († 2019)
- 1920 - Ernesto Treccani, pittore italiano († 2009)
- 1921 - Giovanni Alliata di Montereale, politico italiano († 1994)
- 1921 - Ben Bradlee, giornalista e saggista statunitense († 2014)
- 1921 - Joaquín Luis Romero Marchent, regista e sceneggiatore spagnolo († 2012)
- 1921 - Giovanni Serrando, boccista italiano († 1992)
- 1922 - Maud de Belleroche, scrittrice, saggista e attrice francese († 2017)
- 1922 - Roland Bierge, pittore e litografo francese († 1991)
- 1922 - Delio Giacometti, politico e dirigente sportivo italiano († 2003)
- 1922 - Alvaro Monnini, artista italiano († 1987)
- 1923 - Antonio Brancaccio, magistrato italiano († 1995)
- 1923 - Angelo Lamanna, compositore, trombonista e direttore di banda italiano († 2004)
- 1923 - Aleksej Ljarskij, attore sovietico († 1943)
- 1923 - Gino Mellano, partigiano italiano († 1945)
- 1923 - Ferenc Málnássy, militare e aviatore ungherese († 1945)
- 1923 - Wolfgang Sawallisch, direttore d'orchestra e pianista tedesco († 2013)
- 1923 - Giuseppe Vitale, politico italiano († 2013)
- 1924 - Nelusco Giachini, politico italiano († 2000)
- 1924 - John Peake, hockeista su prato britannico († 2022)
- 1924 - Jacques Villiers, ingegnere francese († 2012)
- 1925 - Bobby Ball, pilota automobilistico statunitense († 1954)
- 1925 - Tommaso Morlino, giurista e politico italiano († 1983)
- 1925 - Alain Peyrefitte, politico, diplomatico e scrittore francese († 1999)
- 1925 - Sangharakshita, monaco buddista britannico († 2018)
- 1925 - Pëtr Todorovskij, regista, sceneggiatore e direttore della fotografia russo († 2013)
- 1926 - Stefano Angeleri, allenatore di calcio e calciatore italiano († 2012)
- 1926 - Anahit C'ic'ikyan, violinista e musicologa armena († 1999)
- 1926 - Francesco Ferro Milone, neurologo, neuroscienziato e chirurgo italiano († 2022)
- 1926 - Frederick Gale Ruffner Jr., editore statunitense († 2014)
- 1926 - Willie Chu, cestista taiwanese († 2020)
- 1926 - Bill Kooistra, pallanuotista statunitense († 1995)
- 1926 - Lawrence Donald Soens, vescovo cattolico statunitense († 2021)
- 1927 - Balkrishna Vithaldas Doshi, architetto indiano († 2023)
- 1927 - Tito Eduque, cestista e allenatore di pallacanestro filippino († 2001)
- 1927 - Paola Gaiotti De Biase, politica italiana († 2022)
- 1927 - Stefania Lotti, pittrice e scultrice italiana († 2008)
- 1927 - Edoardo Rovida, arcivescovo cattolico italiano
- 1928 - Alessandro Damiani, giornalista e scrittore italiano († 2015)
- 1928 - Edoardo Fadini, critico teatrale italiano († 2013)
- 1928 - Franco Franchi, avvocato e politico italiano († 2004)
- 1928 - Naïm Kattan, scrittore e critico letterario iracheno († 2021)
- 1928 - Andrew Porter, critico musicale e organista britannico († 2015)
- 1928 - Bernhard Termath, calciatore e allenatore di calcio tedesco († 2004)
- 1928 - Santiago Vernazza, calciatore argentino († 2017)
- 1929 - Giorgio Ferrari, ingegnere italiano († 2024)
- 1929 - Evgenij Vladimirovič Fridman, attore e regista sovietico († 2005)
- 1929 - Wilford Leach, regista e scenografo statunitense († 1988)
- 1929 - Ariel Olascoaga, cestista uruguaiano († 2010)
- 1929 - Goderdzi Urgebadze, presbitero e santo georgiano († 1995)
- 1930 - Wellington Burtnett, hockeista su ghiaccio statunitense († 2013)
- 1930 - Giuseppe Nuoto, ex calciatore italiano
- 1931 - Fausto Cereti, dirigente d'azienda italiano († 2025)
- 1931 - Frank Farrelly, psichiatra statunitense († 2013)
- 1931 - Giovanni Invernizzi, calciatore e allenatore di calcio italiano († 2005)
- 1931 - Kálmán Markovits, pallanuotista ungherese († 2009)
- 1931 - Zeferino Nandayapa, musicista, compositore e arrangiatore messicano († 2010)
- 1931 - Franco Serpa, latinista, musicologo e germanista italiano († 2022)
- 1931 - Ann E. Todd, attrice statunitense († 2020)
- 1932 - Lygia Bojunga, scrittrice brasiliana
- 1932 - Dermot Curtis, calciatore irlandese († 2008)
- 1932 - Joe Engle, astronauta statunitense († 2024)
- 1933 - Robert Chartoff, produttore cinematografico e filantropo statunitense († 2015)
- 1933 - Fermín Gordejuela, calciatore spagnolo († 2006)
- 1933 - Gaetano Gorgoni, politico italiano († 2020)
- 1933 - Lucio Villari, storico italiano († 2025)
- 1933 - James Yap, cestista taiwanese († 2003)
- 1933 - Gino Zappetti, calciatore italiano († 2023)
- 1934 - Ugo Amaldi, fisico italiano
- 1934 - Tom Heinsohn, cestista e allenatore di pallacanestro statunitense († 2020)
- 1935 - Geraldine Ferraro, politica e avvocata statunitense († 2011)
- 1935 - Ferruccio Parazzoli, scrittore e curatore editoriale italiano
- 1935 - José Ramos Delgado, calciatore e allenatore di calcio argentino († 2010)
- 1935 - Karen Spärck Jones, informatica inglese († 2007)
- 1935 - Hiroshi Tsutsui, musicista e compositore giapponese († 1999)
- 1936 - Benedict Anderson, sociologo irlandese († 2015)
- 1936 - Alfredo Bosi, critico letterario, saggista e italianista brasiliano († 2021)
- 1936 - Giancarlo Chiono, tiratore a volo italiano († 1974)
- 1936 - Aleksandr Rošal', scacchista e giornalista sovietico († 2007)
- 1936 - Lawrie Thompson, calciatore scozzese († 2006)
- 1936 - Francine York, attrice e modella statunitense († 2017)
- 1937 - Damiano Caruso, mafioso italiano († 1973)
- 1937 - Nina Companeez, sceneggiatrice e regista francese († 2015)
- 1937 - Brian Edgley, allenatore di calcio e calciatore inglese († 2019)
- 1937 - Luciano Faraguti, politico italiano († 2018)
- 1937 - Gennadij Ivanovič Janaev, politico sovietico († 2010)
- 1937 - Tat'jana Kudrjavceva, ex cestista sovietica
- 1937 - Werner Linß, calciatore tedesco orientale († 2012)
- 1937 - György Lipták, calciatore ungherese († 2024)
- 1937 - Enrico Novellini, politico italiano († 2011)
- 1937 - Valerij Popenčenko, pugile sovietico († 1975)
- 1937 - Otto John Schaden, egittologo statunitense († 2015)
- 1937 - Franca Stagi, architetto italiana († 2008)
- 1937 - Kenji Utsumi, doppiatore e attore giapponese († 2013)
- 1937 - Antonio Vernole, dirigente sportivo italiano
- 1938 - Marcello Avallone, regista e sceneggiatore italiano
- 1938 - Fabio Bonini, calciatore italiano († 2022)
- 1938 - Marcello Gandini, designer italiano († 2024)
- 1938 - Primo Germano, calciatore italiano († 1997)
- 1938 - Vladimir Gubarev, giornalista, scrittore e drammaturgo russo († 2022)
- 1938 - Santino Maestri, calciatore italiano († 2016)
- 1938 - Mario Martiradonna, calciatore italiano († 2011)
- 1938 - Alex Zanotelli, religioso, presbitero e missionario italiano
- 1939 - Carlos Altamirano, saggista e sociologo argentino
- 1939 - Peter Fricke, attore e doppiatore tedesco
- 1939 - Pavle Garov, ex calciatore jugoslavo
- 1939 - Sandro Iovino, doppiatore e attore italiano
- 1939 - Gwendolyn Killebrew, contralto statunitense († 2021)
- 1939 - Jorge Paulo Lemann, imprenditore, banchiere e ex tennista brasiliano
- 1939 - Stelio Nardin, calciatore italiano († 2014)
- 1939 - Enzo Osella, imprenditore italiano
- 1939 - Fabio Sargentini, performance artist, regista e scrittore italiano
- 1939 - Robert Waseige, allenatore di calcio e calciatore belga († 2019)
- 1940 - Marcello Inghilesi, giornalista, scrittore e dirigente d'azienda italiano
- 1940 - Don LaFontaine, doppiatore statunitense († 2008)
- 1940 - Michel Micombero, politico e militare burundese († 1983)
- 1940 - Hugo Alejandro Pineda Constantino, ex calciatore messicano
- 1940 - Filippo Tasso, calciatore e allenatore di calcio italiano († 2021)
- 1940 - Nancy Thomson de Grummond, archeologa e etruscologa statunitense
- 1941 - Barbara Ehrenreich, giornalista, scrittrice e attivista statunitense († 2022)
- 1941 - Kenneth Kluivert, ex calciatore surinamese
- 1941 - Ayşe Kulin, scrittrice e sceneggiatrice turca
- 1941 - Claudio Pressich, ex calciatore italiano
- 1941 - Bruce Lee Rothschild, scrittore e matematico statunitense
- 1941 - Barbet Schroeder, regista e produttore cinematografico francese
- 1942 - John Blaha, ex astronauta statunitense
- 1942 - Vic Dana, cantante statunitense
- 1942 - Kirk Morris, attore e culturista italiano
- 1942 - Virgil Petrescu, politico, docente e ingegnere rumeno
- 1942 - Raffaele Piras, lunghista italiano († 2014)
- 1942 - Hubert Raudaschl, velista austriaco
- 1943 - Michael Austin, ex nuotatore statunitense
- 1943 - Dori Caymmi, cantante, chitarrista e compositore brasiliano
- 1943 - Klaus Katzur, nuotatore tedesco orientale († 2016)
- 1943 - Ooi Chai Lim, avvocato e presbitero malaysiano († 2020)
- 1943 - Raimondo Pasquino, ingegnere e politico italiano
- 1943 - Aldo Ricci, sociologo, scrittore e pubblicista italiano
- 1943 - Alessandro Carmelo Ruffinoni, vescovo cattolico italiano
- 1943 - Ulf Sundelin, ex velista svedese
- 1944 - Willy Bertin, ex biatleta e fondista italiano
- 1944 - Alexis Bétemps, storico, etnologo e politico italiano
- 1944 - Mario Colautti, allenatore di calcio e ex calciatore italiano
- 1944 - Patrick Devedjian, avvocato e politico francese († 2020)
- 1944 - Neroli Fairhall, arciera neozelandese († 2006)
- 1944 - Ron Huldai, politico e generale israeliano
- 1944 - Jørn Lund, ex ciclista su strada danese
- 1944 - Hugh Montgomery, matematico statunitense
- 1944 - Richard, duca di Gloucester, nobile britannico
- 1944 - Maureen Tucker, batterista statunitense
- 1945 - Zita Bareikytė, ex cestista sovietica
- 1945 - Leo Callone, nuotatore italiano
- 1945 - Gigio Morra, attore italiano († 2024)
- 1945 - Tom Ridge, politico statunitense
- 1945 - Bob Riedy, ex cestista statunitense
- 1945 - Ani Rudeva, ex cestista e allenatrice di pallacanestro bulgara
- 1945 - Raffaele Trentini, ex calciatore italiano
- 1945 - Mel Watt, politico e avvocato statunitense
- 1946 - A.W. Holt, ex cestista statunitense
- 1946 - Don Masson, ex calciatore scozzese
- 1946 - Priit Pärn, animatore, regista cinematografico e sceneggiatore estone
- 1946 - Giuseppe Sandri, vescovo cattolico e missionario italiano († 2019)
- 1946 - Kosie Smith, pugile e attore sudafricano
- 1946 - Mark Snow, compositore statunitense († 2025)
- 1946 - Rickie Sorensen, attore e doppiatore statunitense († 1994)
- 1946 - Alison Steadman, attrice britannica
- 1946 - Marian Washington, ex cestista e allenatrice di pallacanestro statunitense
- 1946 - Solomon Wasser, botanico e micologo ucraino
- 1946 - Giancarlo Zarfati, attore italiano
- 1947 - Walker Banks, ex cestista statunitense
- 1947 - Bill Bunting, ex cestista statunitense
- 1947 - Luigi Daga, magistrato italiano († 1993)
- 1947 - Nicolae Dobrin, allenatore di calcio e calciatore rumeno († 2007)
- 1947 - Stanislava Grégrová, ex cestista cecoslovacca
- 1947 - Dennis Grey, ex cestista statunitense
- 1947 - Jan Krekels, ex ciclista su strada olandese
- 1947 - Alessandro Lazzarini, pilota motonautico italiano
- 1947 - Pauline Moran, attrice britannica
- 1947 - Wolfgang Petritsch, diplomatico austriaco
- 1947 - Francesco Sammarco, politico italiano
- 1947 - Alessandro Verdi, scultore, disegnatore e medaglista italiano
- 1948 - Elidio De Paoli, politico italiano
- 1948 - Gertrud Gabl, sciatrice alpina austriaca († 1976)
- 1948 - Harvey Marlatt, cestista statunitense († 2024)
- 1948 - Herman van Riemsdijk, scacchista brasiliano
- 1948 - Robert Trump, dirigente d'azienda statunitense († 2020)
- 1948 - Magdaléna Vášáryová, attrice e politica slovacca
- 1949 - Alberto Cardaccio, calciatore uruguaiano († 2015)
- 1949 - Cesidio Casinelli, politico italiano († 2015)
- 1949 - Carla Collicelli, sociologa italiana
- 1949 - Leon Redbone, cantautore statunitense († 2019)
- 1949 - Luigi Lazzari, politico italiano
- 1949 - Mauro Pelosi, cantautore italiano
- 1949 - Virginia Vallejo, scrittrice colombiana
- 1950 - Giancarlo Abete, imprenditore, politico e dirigente sportivo italiano
- 1950 - Annette Badland, attrice britannica
- 1950 - Benjamin Hendrickson, attore statunitense († 2006)
- 1950 - Yumiko Igarashi, fumettista giapponese
- 1950 - Renato Natale, medico, politico e attivista italiano
- 1950 - Walter Pagliaro, regista teatrale italiano
- 1950 - Ahmed el-Saharty, ex cestista egiziano
- 1950 - Carlos Sevilla, allenatore di calcio ecuadoriano
- 1950 - Steinunn Sigurðardóttir, scrittrice e poetessa islandese
- 1950 - Frans Van Looy, ciclista su strada e dirigente sportivo belga († 2019)
- 1951 - Gerd Bonk, sollevatore tedesco orientale († 2014)
- 1951 - Andrea Fraschini, ex sciatore alpino italiano
- 1951 - Roger Karoutchi, politico francese
- 1951 - Takīs Nikoloudīs, ex calciatore greco
- 1951 - Zbigniew Pacelt, pentatleta e nuotatore polacco († 2021)
- 1951 - Anna Maria Rizzoli, showgirl e attrice italiana
- 1951 - Edward Witten, matematico e fisico statunitense
- 1952 - Domenico Antonio Basile, politico italiano
- 1952 - Gabriella Belli, storica dell'arte italiana
- 1952 - Mark Craney, batterista statunitense († 2005)
- 1952 - Michael Jeter, attore statunitense († 2003)
- 1952 - John Kinsella, ex nuotatore statunitense
- 1952 - Mauro Masi, dirigente pubblico italiano
- 1952 - Donnie Shell, ex giocatore di football americano statunitense
- 1952 - Franco Zucca, doppiatore, attore teatrale e direttore del doppiaggio italiano († 2022)
- 1953 - Jochen Babock, bobbista tedesco
- 1953 - Paolo Di Lauro, mafioso italiano
- 1953 - Maria das Graças Silva Foster, dirigente d'azienda e ingegnera brasiliana
- 1953 - David Hurley, politico e generale australiano
- 1953 - Edward Lowassa, politico tanzaniano († 2024)
- 1953 - Carlo Ruta, storico e saggista italiano
- 1953 - Pat Thrall, chitarrista statunitense
- 1954 - Michele Azzola, ex lottatore italiano
- 1954 - Leon Douglas, ex cestista e allenatore di pallacanestro statunitense
- 1954 - Scott Henderson, chitarrista statunitense
- 1954 - Efrén Reyes, giocatore di biliardo filippino
- 1954 - Tony Morley, ex calciatore inglese
- 1954 - Mohammad Mustafa, economista e politico palestinese
- 1954 - Detlef Raugust, ex calciatore tedesco orientale
- 1955 - Francesco Dal Bosco, regista, sceneggiatore e produttore cinematografico italiano († 2019)
- 1955 - Lucia Fronza Crepaz, politica italiana
- 1955 - Randy Holloway, ex giocatore di football americano statunitense
- 1955 - Penny Johnson, ex tennista statunitense
- 1956 - Carlos Arias Torrico, ex calciatore boliviano
- 1956 - Alex Clariño, cestista filippino († 2002)
- 1956 - Enrico Comba, antropologo e storico delle religioni italiano († 2020)
- 1956 - Brett Cullen, attore statunitense
- 1956 - Silvia Dell'Orso, giornalista, saggista e storica dell'arte italiana († 2009)
- 1956 - Maneka Gandhi, politica, giornalista e attivista indiana
- 1956 - Peter Joseph Hundt, arcivescovo cattolico canadese
- 1956 - Guido Morra, paroliere italiano
- 1956 - Patrizio Rispo, attore italiano
- 1956 - Beppe Riva, giornalista, critico musicale e produttore discografico italiano
- 1957 - Anna De Novellis, ex judoka italiana
- 1957 - Carlo Gambacorti-Passerini, ematologo e oncologo italiano
- 1957 - Francesco Giordano, politico italiano
- 1957 - Daniel Johnson, giornalista britannico
- 1957 - Ljubomir Ljubenov, ex canoista bulgaro
- 1957 - Luigi Magro, ex cestista italiano
- 1957 - Alessandro Mannini, allenatore di calcio e ex calciatore italiano
- 1957 - Keiichi Nanba, attore e doppiatore giapponese
- 1957 - Dr. Alban, cantante e produttore discografico nigeriano
- 1957 - Vincenzo Quaratino, giornalista italiano
- 1957 - Christian Schmidt, politico tedesco
- 1957 - Domenico Scilipoti, medico e politico italiano
- 1957 - Ute Steindorf, ex canottiera tedesca
- 1957 - Ewan Stewart, attore scozzese
- 1958 - Maddalena Calia, politica italiana
- 1958 - Giovanna Bianchi Clerici, giornalista e politica italiana
- 1958 - Mario Corsi, conduttore radiofonico e ex terrorista italiano
- 1958 - Viktor Dem'janenko, ex pugile kazako
- 1958 - Sebastiano Messina, giornalista, critico televisivo e saggista italiano
- 1958 - Jan Nevens, ex ciclista su strada belga
- 1958 - Jorge Nolasco, attore, regista teatrale e insegnante argentino († 2017)
- 1958 - Flavio Oreglio, cabarettista, musicista e scrittore italiano
- 1958 - Klaus Ostwald, ex saltatore con gli sci tedesco orientale
- 1958 - Fiamma Satta, giornalista, scrittrice e conduttrice radiofonica italiana
- 1958 - Juan Antonio Señor, allenatore di calcio e ex calciatore spagnolo
- 1958 - Dale Solomon, ex cestista statunitense
- 1958 - Jonathan Tisdall, scacchista e giornalista norvegese
- 1958 - Nichi Vendola, politico italiano
- 1958 - Zlatko Vujović, allenatore di calcio e ex calciatore jugoslavo
- 1958 - Zoran Vujović, allenatore di calcio e ex calciatore croato
- 1959 - Aileen Baviera, politologa e sinologa filippina († 2020)
- 1959 - Gregor Bialowas, ex sollevatore austriaco
- 1959 - Ludovico Di Meo, giornalista, autore televisivo e dirigente d'azienda italiano († 2023)
- 1959 - Flora Graiff, disegnatrice, pittrice e scrittrice italiana
- 1959 - Kathryn Hire, ex astronauta statunitense
- 1959 - Kjell Iversen, ex calciatore norvegese
- 1959 - Thomas Kroth, ex calciatore tedesco
- 1959 - Stan Van Gundy, allenatore di pallacanestro statunitense
- 1960 - Massimo Galli, allenatore di pallacanestro italiano
- 1960 - Tim Johnson, regista statunitense
- 1960 - Branford Marsalis, sassofonista statunitense
- 1960 - Diego Piacentini, manager italiano
- 1960 - Ola Ray, modella e attrice statunitense
- 1960 - Riccardo Ruggiero, dirigente d'azienda italiano
- 1960 - Mauro Valeri, sociologo, psicoterapeuta e scrittore italiano († 2019)
- 1961 - Maria Teresa Bertuzzi, politica italiana
- 1961 - Marco Dorigo, informatico italiano
- 1961 - Bram Moolenaar, informatico olandese († 2023)
- 1961 - Fahrudin Omerović, ex calciatore bosniaco
- 1961 - Toni Pandolfo, attore italiano
- 1961 - Rosapaeda, cantante italiana
- 1961 - Stefano Russo, vescovo cattolico italiano
- 1962 - Jos van Aert, ex ciclista su strada olandese
- 1962 - Christian Backs, allenatore di calcio e ex calciatore tedesco orientale
- 1962 - Senad Bašić, attore bosniaco
- 1962 - Roger Kingdom, ex ostacolista statunitense
- 1962 - Umberto Lucentini, giornalista italiano
- 1962 - Meryem del Marocco, principessa marocchina
- 1962 - Ṭāriq Ramaḍān, saggista e teologo svizzero
- 1962 - Jouko Salomäki, ex lottatore finlandese
- 1962 - Sri Mulyani Indrawati, economista e politica indonesiana
- 1963 - Ludger Beerbaum, cavaliere tedesco
- 1963 - Roberto Chierici, ex calciatore italiano
- 1963 - Nikos Linardos, ex cestista e allenatore di pallacanestro greco
- 1963 - Liu Huan, cantautore cinese
- 1963 - Gianfranco Meggiato, scultore italiano
- 1963 - Vito Miccolis, cantante italiano
- 1963 - Sergio Hernán Pérez de Arce Arriagada, arcivescovo cattolico cileno
- 1963 - Kaye Lani Rae Rafko, modella statunitense
- 1963 - Stefano Teso, ex cestista italiano
- 1964 - Daphne Caruana Galizia, giornalista e blogger maltese († 2017)
- 1964 - Viggo Kann, docente, informatico e autore di videogiochi svedese
- 1964 - Karla Karch, ex cestista canadese
- 1964 - Ma Xiaochun, goista cinese
- 1964 - Eliette Mariangelo, modella e showgirl brasiliana
- 1964 - Åsa Regnér, politica svedese
- 1964 - Carsten Wolf, ex pistard tedesco
- 1964 - Pascal Zullino, attore e sceneggiatore italiano
- 1964 - Mehriban Əliyeva, politica e dirigente sportiva azera
- 1965 - Chris Burke, attore, scrittore e attivista statunitense
- 1965 - Alessandra Cassioli, doppiatrice italiana
- 1965 - Marcus du Sautoy, matematico inglese
- 1965 - Bobby Duncum, wrestler statunitense († 2000)
- 1965 - Bill Hitchcock, ex giocatore di football americano canadese
- 1965 - Yoshiaki Katō, pilota motociclistico giapponese
- 1965 - Mario Più, disc jockey italiano
- 1965 - Nobuhiro Ueno, allenatore di calcio e ex calciatore giapponese
- 1965 - Andrea Zanoni, politico italiano
- 1966 - Rosario Biondo, allenatore di calcio e ex calciatore italiano
- 1966 - Silvio Branco, ex pugile italiano
- 1966 - Laura Bruschini, ex pallavolista e ex giocatrice di beach volley italiana
- 1966 - Ned Hastings, editore, produttore televisivo e doppiatore statunitense
- 1966 - Eusébio Amaro Lopes Guimarães, ex calciatore portoghese
- 1966 - Shirley Manson, cantante, chitarrista e attrice scozzese
- 1966 - Brandon Q. Morris, fisico, giornalista e scrittore tedesco
- 1966 - Angelo Raffaele Panzetta, arcivescovo cattolico italiano
- 1966 - Jean-Luc Sadourny, ex rugbista a 15, allenatore di rugby a 15 e imprenditore francese
- 1966 - Nicky Saliba, ex calciatore maltese
- 1966 - Andrea Scherney, ex atleta paralimpica austriaca
- 1967 - Éric Alard, ex bobbista francese
- 1967 - Marco Di Buono, conduttore televisivo e attore teatrale italiano
- 1967 - Aleksandar Đorđević, ex cestista e allenatore di pallacanestro serbo
- 1967 - Michael Gove, giornalista e politico britannico
- 1967 - Suat Kaya, allenatore di calcio e ex calciatore turco
- 1967 - Kelly Madison, attrice pornografica, regista e produttrice cinematografica statunitense
- 1967 - Rebecca Ramos, modella e attrice statunitense
- 1967 - Anna Stante, attrice italiana
- 1967 - Oleg Taktarov, attore e artista marziale misto russo
- 1968 - Bosse Andersson, dirigente sportivo e ex calciatore svedese
- 1968 - Benjamin Atkins, serial killer statunitense († 1997)
- 1968 - Chris Boardman, ex pistard e ciclista su strada britannico
- 1968 - Ivano Codina, fumettista e illustratore italiano
- 1968 - Thomas Letsch, allenatore di calcio tedesco
- 1968 - Ou Chuliang, allenatore di calcio e ex calciatore cinese
- 1968 - Marc Rothemund, regista, sceneggiatore e produttore cinematografico tedesco
- 1968 - Nobukazu Takemura, musicista giapponese
- 1969 - Nicole Arendt, ex tennista statunitense
- 1969 - Alessandra Di Sanzo, attrice italiana
- 1969 - Hedwig Funkenhauser, ex schermitrice tedesca
- 1969 - Paul Holsgrove, ex calciatore inglese
- 1969 - Mirco Mariani, cantautore, polistrumentista e compositore italiano
- 1969 - Radim Nečas, allenatore di calcio e ex calciatore ceco
- 1969 - Éric Perrot, ex velocista francese
- 1969 - Jorge Sanz, attore spagnolo
- 1969 - Eric Steinberg, attore statunitense
- 1969 - Adrian Young, batterista e percussionista statunitense
- 1970 - José Barroso, allenatore di calcio e ex calciatore portoghese
- 1970 - Mario Canu, fantino italiano
- 1970 - Olimpiada Ivanova, ex marciatrice russa
- 1970 - Velko Jotov, ex calciatore bulgaro
- 1970 - Mauricio Larriera, allenatore di calcio e ex calciatore uruguaiano
- 1970 - Jason Little, ex rugbista a 15 australiano
- 1970 - Melissa McCarthy, attrice e comica statunitense
- 1970 - Kornelius Sipayung, arcivescovo cattolico indonesiano
- 1970 - Olga Vigil, ex cestista cubana
- 1971 - Charles Friedek, ex triplista tedesco
- 1971 - Lisard González, ex cestista spagnolo
- 1971 - Osman Özköylü, allenatore di calcio e ex calciatore turco
- 1971 - Giuseppe Pancaro, allenatore di calcio e ex calciatore italiano
- 1971 - Kevin Rankin, ex cestista statunitense
- 1971 - Thalía, cantante, compositrice e attrice messicana
- 1971 - Nicky Summerbee, ex calciatore inglese
- 1971 - Karim Sène, ex astista senegalese
- 1972 - Leticia Brédice, attrice argentina
- 1972 - Óscar Chiaramello, ex cestista argentino
- 1972 - Sherell Ford, ex cestista e allenatore di pallacanestro statunitense
- 1972 - Paula Hawkins, scrittrice e giornalista britannica
- 1972 - Anton Judin, ex cestista e allenatore di pallacanestro russo
- 1972 - Loredana Lecciso, giornalista e cantante italiana
- 1972 - Marie-Rose Morel, politica belga († 2011)
- 1972 - Fabrizio Patriarca, scrittore e saggista italiano
- 1972 - Stéphane Risacher, ex cestista francese
- 1973 - Danilo Formaggia, tenore italiano
- 1973 - Laurent Huard, dirigente sportivo, allenatore di calcio e ex calciatore francese
- 1973 - Andy Muschietti, regista e sceneggiatore argentino
- 1973 - Olena Oberemko, ex cestista ucraina
- 1973 - Heini Stocker, ex calciatore liechtensteinese
- 1973 - Gunner Wright, attore statunitense
- 1973 - Charles Yohane, calciatore zimbabwese († 2022)
- 1974 - Sébastien Bruno, ex rugbista a 15 e allenatore di rugby a 15 francese
- 1974 - Kelvin Cato, ex cestista statunitense
- 1974 - Meredith Eaton, attrice e avvocata statunitense
- 1974 - Giuseppe Ficco, ex sollevatore italiano
- 1974 - Keiji Ishizuka, ex calciatore giapponese
- 1974 - Txomin Nagore, ex calciatore spagnolo
- 1974 - Massimiliano Pisciotta, allenatore di calcio e ex calciatore italiano
- 1975 - Valeria Alessandrini, politica italiana
- 1975 - John Cabrera, attore e regista statunitense
- 1975 - Pierpaolo Lauriola, cantautore e chitarrista italiano
- 1975 - Adam Lopez, cantante pop australiano
- 1975 - Shea Seals, ex cestista e allenatore di pallacanestro statunitense
- 1976 - Mike Colter, attore statunitense
- 1976 - Therese Crawford, ex pallavolista statunitense
- 1976 - Denyse Floreano, modella venezuelana
- 1976 - Chie Hayakawa, regista e sceneggiatrice giapponese
- 1976 - Justin Lamoureux, ex snowboarder canadese
- 1976 - Michael McGrath, politico irlandese
- 1976 - Ninrod Medina, ex calciatore honduregno
- 1976 - Amaia Montero, cantautrice spagnola
- 1976 - Joseph Owona, ex cestista camerunese
- 1976 - Nevio Pizzolitto, ex calciatore canadese
- 1976 - David Preece, ex calciatore inglese
- 1976 - Zemfira, cantautrice, musicista e compositrice russa
- 1976 - Carey Talley, ex calciatore statunitense
- 1976 - Sébastien Vieilledent, canottiere francese
- 1977 - Therese Alshammar, nuotatrice svedese
- 1977 - Saeko Chiba, doppiatrice e cantante giapponese
- 1977 - Jack Hight, scrittore statunitense
- 1977 - Simone Motta, allenatore di calcio e ex calciatore italiano
- 1977 - Morris Peterson, ex cestista statunitense
- 1977 - Tripp Phillips, ex tennista statunitense
- 1977 - Timo Schultz, allenatore di calcio e ex calciatore tedesco
- 1977 - Ákos Vereckei, canoista ungherese
- 1978 - Eva Baltasar, poetessa e scrittrice spagnola
- 1978 - Marco Bautista, ex calciatore cileno
- 1978 - David Cañas, ex calciatore spagnolo
- 1978 - Hestrie Cloete, ex altista sudafricana
- 1978 - Sveinung Fjeldstad, ex calciatore norvegese
- 1978 - Frank, conduttore radiofonico, scrittore e disc jockey italiano
- 1978 - Pablo Guiñazú, ex calciatore argentino
- 1978 - Claudia Mannino, politica italiana
- 1978 - Luca Ottolino, ex bobbista italiano
- 1978 - Rodrigo Saraz, ex calciatore colombiano
- 1978 - Amanda Schull, attrice e ballerina statunitense
- 1978 - Knut Sirevåg, ex calciatore norvegese
- 1979 - Berckus Duverly Goma, religioso e teologo congolese (Repubblica del Congo)
- 1979 - Fernando Grana, giocatore di calcio a 5 brasiliano
- 1979 - Jamal Lewis, ex giocatore di football americano statunitense
- 1979 - Marianna Longa, ex fondista italiana
- 1979 - Cristian Mora, ex calciatore ecuadoriano
- 1979 - Allison Robertson, chitarrista statunitense
- 1979 - Weligton, ex calciatore brasiliano
- 1980 - Macaulay Culkin, attore e cantante statunitense
- 1980 - Yann Girier-Dufournier, calciatore francese
- 1980 - Jenny Hansson, ex fondista svedese
- 1980 - Donnell Harvey, ex cestista statunitense
- 1980 - Jang Jong-hyok, ex calciatore nordcoreano
- 1980 - Luke Lawton, giocatore di football americano statunitense
- 1980 - Lee Hyo-hee, pallavolista sudcoreana
- 1980 - Lucia Lásková, ex cestista slovacca
- 1980 - César Mansanelli, ex calciatore argentino
- 1980 - Sebastián Miranda, ex calciatore cileno
- 1980 - Manolīs Papamakarios, ex cestista greco
- 1980 - Chris Pine, attore statunitense
- 1980 - Tim Smolders, allenatore di calcio e ex calciatore belga
- 1980 - Keith Waleskowski, ex cestista statunitense
- 1981 - Bernd Brückler, hockeista su ghiaccio austriaco
- 1981 - Jon Condo, giocatore di football americano statunitense
- 1981 - Derek Edwardson, allenatore di hockey su ghiaccio e ex hockeista su ghiaccio statunitense
- 1981 - Juliano Elizeu Vicentini, ex calciatore brasiliano
- 1981 - Andreas Glyniadakīs, ex cestista greco
- 1981 - Julio Valentín González, ex calciatore paraguaiano
- 1981 - Gwyneth Herbert, cantautrice e produttrice discografica britannica
- 1981 - Domonic Jones, ex cestista statunitense
- 1981 - Jowan Le Besco, attore francese
- 1981 - Libby Ludlow, ex sciatrice alpina statunitense
- 1981 - Armando Maita, ex calciatore venezuelano
- 1981 - Vaggelīs Moras, allenatore di calcio e ex calciatore greco
- 1981 - Carlos Eduardo Moro, ex giocatore di calcio a 5 brasiliano
- 1981 - Nico Muhly, musicista, compositore e produttore discografico statunitense
- 1981 - Thiago Paz, ex giocatore di calcio a 5 brasiliano
- 1981 - Giorgio Poggi, velista italiano
- 1981 - Veresa Toma, ex calciatore figiano
- 1981 - Andre Toussaint, ex calciatore trinidadiano
- 1981 - Spyridōn Vallas, ex calciatore greco
- 1982 - Nikolaj Apalikov, pallavolista russo
- 1982 - Victoria Blackledge, allenatrice di rugby a 15 e ex rugbista a 15 neozelandese
- 1982 - Nazneen Contractor, attrice indiana
- 1982 - Angelo Iorio, ex calciatore italiano
- 1982 - Tuğçe Kazaz, attrice e modella turca
- 1982 - Lee El, attrice sudcoreana
- 1982 - Priscilla Lopes-Schliep, ostacolista canadese
- 1982 - Anderson Grasiane de Mattos Silva, calciatore brasiliano
- 1982 - John Mulaney, comico, attore e sceneggiatore statunitense
- 1982 - Bernadette Ngoyisa, ex cestista della Repubblica Democratica del Congo
- 1982 - Bogdan Piščal'nikov, discobolo russo
- 1982 - Marco Ramondino, allenatore di pallacanestro italiano
- 1982 - Marco Rizzo, ex hockeista su ghiaccio italiano
- 1982 - Petey Williams, ex wrestler canadese
- 1982 - Anna Šorina, sincronetta russa
- 1983 - Laurent Cadot, canottiere francese
- 1983 - Mattia Cassani, ex calciatore italiano
- 1983 - Meirav Cohen, politica israeliana
- 1983 - Nicol David, giocatrice di squash malaysiana
- 1983 - Patou Simbi Ebunga, calciatore della Repubblica Democratica del Congo
- 1983 - Alessandro Grande, regista cinematografico e sceneggiatore italiano
- 1983 - Jason Hernandez, ex calciatore statunitense
- 1983 - Elisabeth Jordán, cantante, attrice e ballerina spagnola
- 1983 - Christoffer Källqvist, ex calciatore svedese
- 1983 - Aaron Kirsch, wrestler statunitense
- 1983 - Manuel Mancini, ex calciatore italiano
- 1983 - Magnus Moan, combinatista nordico norvegese
- 1983 - Jan Tauer, ex calciatore tedesco
- 1983 - The Love Twins, attrice pornografica statunitense
- 1983 - Aline Trede, politica svizzera
- 1983 - Felix Vicious, ex attrice pornografica e disc jockey statunitense
- 1984 - Jérémy Clément, allenatore di calcio e ex calciatore francese
- 1984 - Stefania Filograsso, ex cestista italiana
- 1984 - Brunel Fucien, calciatore haitiano
- 1984 - Arnie David Giralt, triplista cubano
- 1984 - Raviv Limonad, cestista israeliano
- 1984 - Sérgio Organista, ex calciatore portoghese
- 1984 - Craig Owens, cantante e musicista statunitense
- 1984 - Jan Růžička, calciatore ceco
- 1984 - Cícero Santos, ex calciatore brasiliano
- 1984 - Lucas Antônio Silva de Oliveira, ex calciatore brasiliano
- 1984 - Simone Venier, canottiere italiano
- 1984 - Marat Šogenov, ex calciatore russo
- 1985 - Hakan Aslantaş, calciatore turco
- 1985 - Souhail Ben Radhia, ex calciatore tunisino
- 1985 - Darijo Biščan, calciatore sloveno
- 1985 - Sean Denison, ex cestista canadese
- 1985 - Hugo Duminil-Copin, matematico francese
- 1985 - Ovidiu Dănănae, ex calciatore rumeno
- 1985 - Oleksij Kas'janov, multiplista ucraino
- 1985 - Lucas Maina, giocatore di calcio a 5 argentino
- 1985 - Mark Melancon, giocatore di baseball statunitense
- 1985 - Marcelo Penta, ex calciatore argentino
- 1985 - David Price, giocatore di baseball statunitense
- 1985 - Arcëm Radz'koŭ, allenatore di calcio e ex calciatore bielorusso
- 1985 - Mel Thomas, ex cestista statunitense
- 1985 - Marco Tricarico, ex schermidore italiano
- 1985 - Rachel Van Hollebeke, ex calciatrice statunitense
- 1985 - Chris Williams, ex giocatore di football americano statunitense
- 1985 - Danilo Wyss, ciclista su strada svizzero
- 1986 - Nick Abendanon, ex rugbista a 15 e allenatore di rugby a 15 olandese
- 1986 - Bart De Clercq, ex ciclista su strada belga
- 1986 - Juan Esquer, pugile messicano
- 1986 - Vladislav Gussev, ex calciatore estone
- 1986 - Colin Kâzım-Richards, ex calciatore turco
- 1986 - Jack Kesy, attore statunitense
- 1986 - Iván Malón, ex calciatore spagnolo
- 1986 - Saint Jhn, rapper, cantautore e produttore discografico statunitense
- 1986 - Davide Rigon, pilota automobilistico italiano
- 1986 - Tom Rosenthal, cantautore inglese
- 1986 - Aarón Sarmiento, velista spagnolo
- 1986 - Big K.R.I.T., rapper e produttore discografico statunitense
- 1986 - Kerstin Thiele, judoka tedesca
- 1986 - Cassie, cantante statunitense
- 1986 - Erica White, ex cestista e allenatrice di pallacanestro statunitense
- 1986 - Akira Yoshida, ex giocatore di calcio a 5 giapponese
- 1987 - Ana Antonijević, ex pallavolista serba
- 1987 - Ryan Brasier, giocatore di baseball statunitense
- 1987 - Maria Antonietta, cantautrice italiana
- 1987 - Fernando Cordero, calciatore cileno
- 1987 - Luka Drča, ex cestista serbo
- 1987 - Paolo Facchinelli, nuotatore italiano
- 1987 - Joel Grant, ex calciatore inglese
- 1987 - Lisa Hurtig, ex calciatrice svedese
- 1987 - Flavius Koczi, ginnasta romeno
- 1987 - Perttu Lindgren, ex hockeista su ghiaccio finlandese
- 1987 - Aljaksandr Martynovič, calciatore bielorusso
- 1987 - Georg Meier, scacchista tedesco
- 1987 - Irina Starych, ex biatleta russa
- 1987 - Riley Steele, attrice pornografica statunitense
- 1987 - Ksenija Suchinova, modella russa
- 1987 - Miklós Varga, pugile ungherese
- 1988 - Elvis Andrus, ex giocatore di baseball venezuelano
- 1988 - Cătălin Baciu, cestista rumeno
- 1988 - Tori Black, attrice pornografica statunitense
- 1988 - Selim Bouadla, calciatore francese
- 1988 - András Fejes, ex calciatore ungherese
- 1988 - Mehmet Korhan Fırat, attore turco
- 1988 - Elisa Gaspari, calciatrice italiana
- 1988 - Marelisa Gibson, modella venezuelana
- 1988 - Lee Gregory, calciatore inglese
- 1988 - Chad Haga, ciclista su strada statunitense
- 1988 - Lázara Moisés, ex cestista cubana
- 1988 - Cristina Neagu, pallamanista rumena
- 1988 - Evan Ross, attore e musicista statunitense
- 1988 - Danielle Savre, attrice, cantante e ballerina statunitense
- 1988 - Wayne Simmonds, hockeista su ghiaccio canadese
- 1988 - Evgenija Soboleva, pallanuotista russa
- 1988 - Lars Stindl, ex calciatore tedesco
- 1989 - André André, calciatore portoghese
- 1989 - Francesca Benolli, allenatrice di ginnastica e ex ginnasta italiana
- 1989 - James Harden, cestista statunitense
- 1989 - Roza Kozakowska, atleta paralimpica polacca
- 1989 - Matteo Marconcini, ex judoka e allenatore di judo italiano
- 1989 - Dmitrij Ryžov, ex calciatore russo
- 1989 - Sun Ke, calciatore cinese
- 1989 - Mladen Živković, calciatore serbo
- 1990 - Marcel Aregger, ex ciclista su strada svizzero
- 1990 - Irina-Camelia Begu, tennista rumena
- 1990 - Mandy van den Berg, calciatrice olandese
- 1990 - Márcio Borges, giocatore di calcio a 5 brasiliano
- 1990 - Lorenzo Brown, cestista statunitense
- 1990 - Jennifer Martens, calciatrice tedesca
- 1990 - Sebastián Moyano, calciatore argentino
- 1990 - Mateo Musacchio, ex calciatore argentino
- 1990 - Hernán Daniel Santana Trujillo, calciatore spagnolo
- 1990 - Santiago Silva Gerez, calciatore uruguaiano
- 1990 - Koen Verweij, pattinatore di velocità su ghiaccio olandese
- 1991 - Ruby Aldridge, modella statunitense
- 1991 - Sean Armand, cestista statunitense
- 1991 - Alvin Bailey, giocatore di football americano statunitense
- 1991 - Laurie Berthon, ex pistard francese
- 1991 - Gauthier Boccard, hockeista su prato belga
- 1991 - Artjoms Butjankovs, cestista lettone
- 1991 - Arnaud Démare, ciclista su strada francese
- 1991 - Davide Di Marco, arbitro di calcio italiano
- 1991 - Jessica Diggins, fondista statunitense
- 1991 - Chris Dowe, cestista statunitense
- 1991 - Kong Xue, ex pattinatrice di short track cinese
- 1991 - Marcelo Augusto Mathias da Silva, calciatore brasiliano († 2016)
- 1991 - Gabe Nevins, attore statunitense
- 1991 - Dylan O'Brien, attore statunitense
- 1991 - Martín Ramos, pallavolista argentino
- 1991 - Francisco Solano, giocatore di calcio a 5 spagnolo
- 1991 - Ketlen Vieira, artista marziale mista brasiliana
- 1992 - Léo Baptistão, calciatore brasiliano
- 1992 - Bence Béres, pattinatore di short track ungherese
- 1992 - Hayley Hasselhoff, modella e attrice statunitense
- 1992 - Sarah Klang, cantante svedese
- 1992 - Roy Kortsmit, calciatore olandese
- 1992 - Tomáš Koubek, calciatore ceco
- 1992 - Coryn Labecki, ex ciclista su strada statunitense
- 1992 - Yang Yilin, ginnasta cinese
- 1993 - Sodiq Atanda, calciatore nigeriano
- 1993 - Clemens Erlsbacher, ex giocatore di football americano austriaco
- 1993 - Valber Huerta, calciatore cileno
- 1993 - Jean Kleyn, rugbista a 15 sudafricano
- 1993 - Artëm Kulišev, calciatore russo
- 1993 - Marko Livaja, calciatore croato
- 1993 - Shonn Miller, cestista statunitense
- 1993 - Keke Palmer, attrice, cantante e conduttrice televisiva statunitense
- 1993 - Drillionaire, produttore discografico, disc jockey e ex calciatore italiano
- 1993 - Jevhenij Volynec', calciatore ucraino
- 1993 - Aleksandr Zaruckij, calciatore kazako
- 1994 - Hela Ayari, judoka tunisina
- 1994 - Alex Collins, giocatore di football americano statunitense († 2023)
- 1994 - Aphiwe Dyantyi, rugbista a 15 sudafricano
- 1994 - Diego Coca, calciatore salvadoregno
- 1994 - Jems Geffrard, calciatore canadese
- 1994 - Michael Githae, maratoneta keniota
- 1994 - Reece Hodge, rugbista a 15 australiano
- 1994 - Victor Koretzky, mountain biker, ciclocrossista e ciclista su strada francese
- 1994 - Guillermo Méndez, calciatore uruguaiano
- 1994 - Topias Palmi, cestista finlandese
- 1994 - Helena Rapaport, ex sciatrice alpina svedese
- 1994 - Jair Rodrigues Júnior, calciatore brasiliano
- 1994 - Suphan Thongsong, calciatore thailandese
- 1994 - Renzo Zambrano, calciatore venezuelano
- 1995 - Gracie Dzienny, attrice statunitense
- 1995 - Amalie Eikeland, calciatrice norvegese
- 1995 - Marvin Ekpiteta, calciatore inglese
- 1995 - Justin Evans, giocatore di football americano statunitense
- 1995 - Alexander Fathoullin, pattinatore di short track canadese
- 1995 - Desirèe Henry, velocista britannica
- 1995 - Sullay Kaikai, calciatore sierraleonese
- 1995 - Jimmy Moreland, giocatore di football americano statunitense
- 1995 - Darya Naumava, sollevatrice bielorussa
- 1995 - Gabriel Okechukwu, ex calciatore nigeriano
- 1995 - Mattia Padovani, mezzofondista italiano
- 1995 - Lukas Ruoss, giocatore di football americano e allenatore di football americano svizzero
- 1995 - Ryan Santoso, giocatore di football americano statunitense
- 1995 - Martín Silvera, ex calciatore uruguaiano
- 1995 - Anna-Nikī Stamolamprou, cestista greca
- 1995 - Herman Stengel, calciatore norvegese
- 1995 - Solomon Thomas, giocatore di football americano statunitense
- 1995 - Sondre Tronstad, calciatore norvegese
- 1995 - Miloš Vučić, ex calciatore montenegrino
- 1995 - Hannah van der Westhuysen, attrice britannica
- 1995 - Therese Sessy Åsland, calciatrice norvegese
- 1996 - Mattia Antonioli, pattinatore di short track italiano
- 1996 - Eneo Bitri, calciatore albanese
- 1996 - Lucas Catarina, tennista monegasco
- 1996 - Lorenzo Fontana, canottiere italiano
- 1996 - María Herrera, pilota motociclistica spagnola
- 1996 - Fanos Katelarīs, calciatore cipriota
- 1996 - Matīss Kivlenieks, hockeista su ghiaccio lettone († 2021)
- 1996 - Yul Moldauer, ginnasta statunitense
- 1996 - Tuva Norbye, sciatrice alpina norvegese
- 1996 - Amy Okonkwo, cestista statunitense
- 1996 - Witi, calciatore mozambicano
- 1996 - Manprit Sarkaria, calciatore austriaco
- 1996 - Luisa Schirmer, ex pallavolista statunitense
- 1996 - Raúl Torres, calciatore messicano
- 1996 - Martina Zamboni, calciatrice italiana
- 1997 - Daniel Alessi, calciatore australiano
- 1997 - Marvin Anieboh, calciatore spagnolo
- 1997 - Jon Bell, calciatore statunitense
- 1997 - Mickaël Biron, calciatore francese
- 1997 - Cordae, rapper e cantautore statunitense
- 1997 - Yan Brice Eteki, calciatore camerunese
- 1997 - Luk'a Imnadze, calciatore georgiano
- 1997 - Karolína Indráčková, saltatrice con gli sci ceca
- 1997 - Samuel Kalu, calciatore nigeriano
- 1997 - Kylor Kelley, cestista statunitense
- 1997 - Lee Jin-hyun, calciatore sudcoreano
- 1997 - Sebastián Lentinelly, calciatore uruguaiano
- 1997 - Hugo Magallanes, calciatore uruguaiano
- 1997 - Mae Muller, cantautrice britannica
- 1997 - Nickson Gabriel Reis Silva, calciatore brasiliano
- 1997 - DJ Taylor, calciatore statunitense
- 1998 - Gwendal Bisch, tuffatore francese
- 1998 - Tristan Borges, calciatore canadese
- 1998 - Leonardo Cecchi, attore, cantante e ballerino statunitense
- 1998 - Trey Cunningham, ostacolista statunitense
- 1998 - Charlie Gillespie, attore, cantante e chitarrista canadese
- 1998 - Jeon So-yeon, rapper, cantautrice e compositrice sudcoreana
- 1998 - Aleksandra Kustova, saltatrice con gli sci russa
- 1998 - Kyle Magennis, calciatore scozzese
- 1998 - Dennis Man, calciatore rumeno
- 1998 - Tobías Ostchega, calciatore argentino
- 1998 - Scott Tiffoney, calciatore scozzese
- 1998 - Malik Williams, cestista statunitense
- 1999 - Menno Bergsen, calciatore olandese
- 1999 - Koffi Dakoi, calciatore ivoriano
- 1999 - Maks Ėbonh, calciatore bielorusso
- 1999 - Damaris Egurrola, calciatrice spagnola
- 1999 - Samantha Fisher, calciatrice statunitense
- 1999 - Sol Ruca, wrestler statunitense
- 1999 - Malene Helgø, tennista norvegese
- 1999 - Arcëm Kancavy, calciatore bielorusso
- 1999 - Juchym Konoplja, calciatore ucraino
- 1999 - Manuel Llano, calciatore argentino
- 1999 - Marc Llinares, calciatore spagnolo
- 1999 - Kingsley Michael, calciatore nigeriano
- 1999 - Naz Reid, cestista statunitense
- 1999 - Jesús Vargas, calciatore venezuelano
- 1999 - Madson, calciatore brasiliano
- 2000 - Darius Alexander, giocatore di football americano statunitense
- 2000 - Filippo Baroncini, ciclista su strada italiano
- 2000 - Musa Isah, velocista bahreinita
- 2000 - Rareș Ispas, calciatore rumeno
- 2000 - Adama Jammeh, calciatore gambiano
- 2000 - Mervin Lewis, calciatore nevisiano
- 2000 - Ergys Peposhi, calciatore albanese
- 2000 - Sara Seye, rugbista a 15 italiana
- 2000 - Dušan Stojinović, calciatore sloveno
- 2000 - Ethan Vernon, pistard e ciclista su strada britannico
- 2000 - Kyren Williams, giocatore di football americano statunitense

## XXI secolo(26)
- 2001 - Alexandre Lezcano, calciatore costaricano
- 2001 - Paulina Paukštaitytė, cantante lituana
- 2001 - Ben Tulett, ciclista su strada e ciclocrossista britannico
- 2001 - Patrick Williams, cestista statunitense
- 2001 - Omar de la Cruz, calciatore dominicano
- 2002 - Dilane Bakwa, calciatore francese
- 2002 - Tommaso Barbieri, calciatore italiano
- 2002 - Kays Ruiz-Atil, calciatore francese
- 2002 - Lil Tecca, rapper statunitense
- 2002 - Angelina Simakova, ginnasta russa
- 2002 - JT Thor, cestista statunitense
- 2002 - Kerim Çalhanoğlu, calciatore tedesco
- 2003 - Paxten Aaronson, calciatore statunitense
- 2003 - Nanoka Hara, attrice giapponese
- 2003 - Trevor Keels, cestista statunitense
- 2003 - Isa Sakamoto, calciatore giapponese
- 2003 - Jaylen Wells, cestista statunitense
- 2004 - Paulo Vitor Monteiro, calciatore brasiliano
- 2005 - Giovani Chiaverano, calciatore argentino
- 2005 - Baran Ali Gezek, calciatore turco
- 2005 - Aiden Lovekamp, attore statunitense
- 2005 - Jayden Addai, calciatore olandese
- 2005 - Tomás Pérez, calciatore argentino
- 2006 - Victoria Mboko, tennista canadese
- 2008 - Kokona Hiraki, skater giapponese
- 2008 - Daria Prynko, nuotatrice artistica ucraina